# U-363
U-363 – niemiecki okręt podwodny (U-Boot) typu VII C z okresu II wojny światowej. Okręt wszedł do służby w 1943 roku.

## Historia
Wcielony do 8. Flotylli U-Bootów celem szkolenia załogi, od stycznia 1944 roku kolejno w 11. i 13. Flotylli jako jednostka bojowa. 
Odbył siedem patroli bojowych na Morzu Norweskim i Barentsa, podczas których nie zatopił żadnej jednostki przeciwnika.
Poddany 9 maja 1945 roku w Narwiku (Norwegia), przebazowany 19 maja 1945 roku do Loch Eriboll (Szkocja), a później do Lisahally (Irlandia Północna). Zatopiony 31 grudnia 1945 roku podczas operacji Deadlight ogniem artyleryjskim niszczyciela ORP „Błyskawica”.